# Baives
 Baives  es una población y comuna francesa, en la región de Norte-Paso de Calais, departamento de Norte, en el distrito de Avesnes-sur-Helpe y cantón de Trélon.
Se encuentra situada en la frontera con Bélgica, en el Parc naturel régional de l'Avesnois.

## Demografía
| 206 | 193 | 151 | 123 | 129 | 141 | 157 |
| Para los censos de 1962 a 1999 la población legal corresponde a la población sin duplicidades (Fuente: INSEE [Consultar]) |     |     |     |     |     |     |

## Lugares de interés
- Iglesia parroquial de Saint-Martin[6]